# Motivés !
Motivés !, également appelé Les Motivés ou Motivé-e-s, est à la fois un collectif musical et un mouvement politique français local de gauche créé à Toulouse, à l'initiative notamment de membres du groupe de musique Zebda.

## Histoire
Réalisant un score de 12,49 % aux élections municipales de mars 2001 à Toulouse après une campagne médiatisée et axée sur la démocratie participative. Son alliance à la liste de gauche au second tour permet aux Motivés d'obtenir quatre postes de conseillers municipaux.
Aux élections municipales de 2008 à Toulouse, ils choisissent de ne pas reconduire de liste autonome et de participer à la liste unitaire conduite par Myriam Martin (LCR) avec la LCR et les antilibéraux des collectifs unitaires, expliquant vouloir rassembler ceux « qui veulent se réapproprier les choix qui les concernent » dans un rassemblement de « la gauche qui ne renonce pas », tout en apportant leurs sept ans d'expérience au conseil municipal.
Ils dénoncent à cette occasion le choix de leur ancien membre Magyd Cherfi de soutenir le candidat PS Pierre Cohen dans une lettre ouverte intitulée « Magyd, ton choix n'est pas le nôtre ».

## Œuvre

### Autres participations
- 2018 : bande originale du film I Feel Good de Benoît Delépine et Gustave Kervern[7].

## Artistes
- Magyd Cherfi (Zebda)[8]
- Hakim et Mustapha Amokrane (Zebda)